# Andrew Kosove
Andrew Kosove é um produtor cinematográfico e produtor de televisão norte-americano. Como reconhecimento, foi nomeado ao Oscar 2010 na categoria de Melhor Filme por The Blind Side.